# Balamutivka, Iarmolînți
Balamutivka (în ucraineană Баламутівка) este localitatea de reședință a comunei Balamutivka din raionul Iarmolînți, regiunea Hmelnîțkîi, Ucraina.

## Demografie
Componența lingvistică a localității Balamutivka
     Ucraineană (97,26%)
     Rusă (2,57%)
Conform recensământului din 2001, majoritatea populației localității Balamutivka era vorbitoare de ucraineană (97,26%), existând în minoritate și vorbitori de rusă (2,57%).